# City Recital Hall

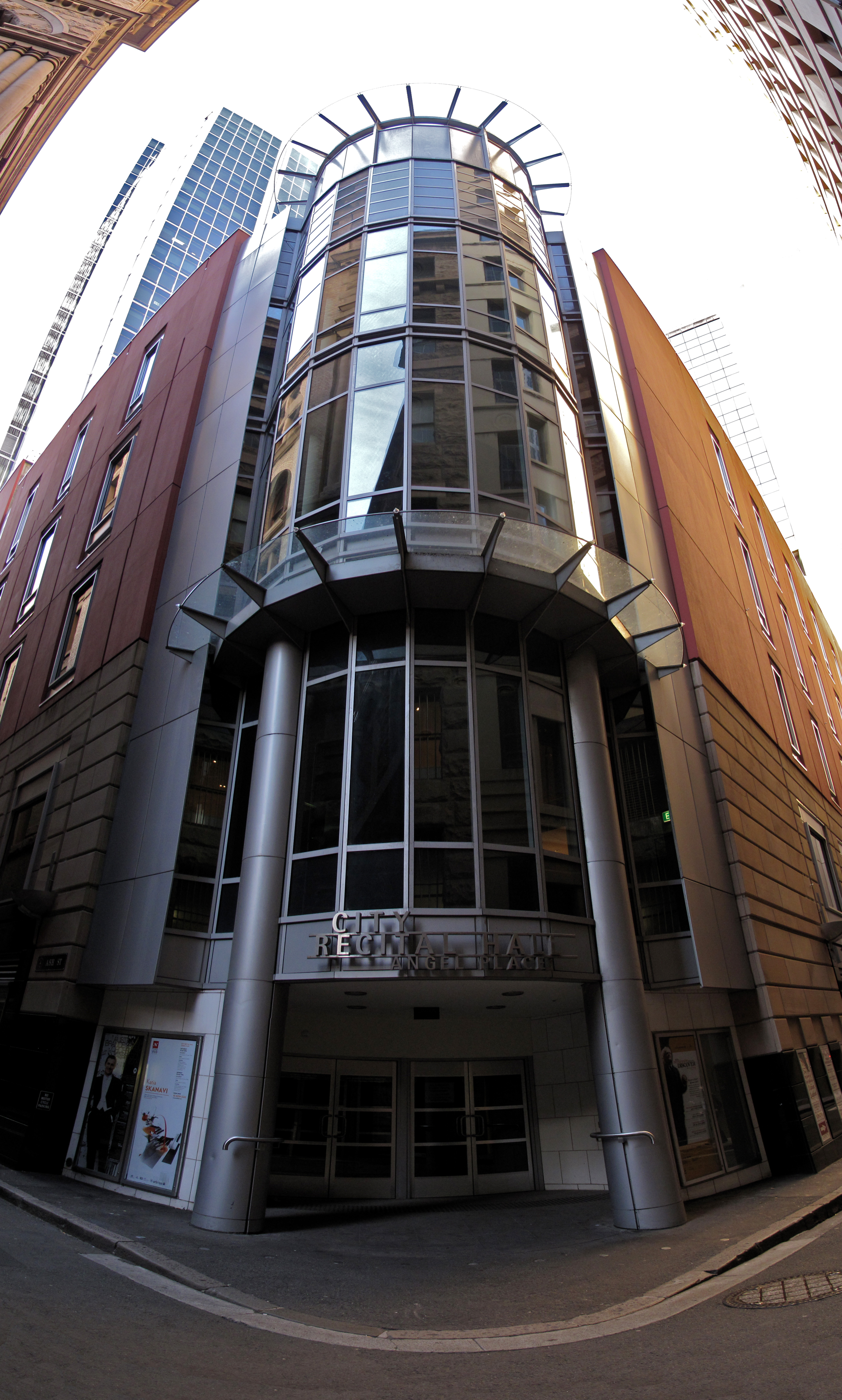
L'entrée du City Recital Hall

Le City Recital Hall est une salle de spectacle de la ville de Sydney, en Australie. Elle est située dans le centre de la ville, à côté de la Martin Place (en). Sa capacité est de 1238 places assises, répartie sur trois niveaux de sièges en pente.
Cette salle, ouverte en 1999, possède un haut niveau de qualité sonore notamment grâce à des bannières acoustiques, ce qui la rend parfaite pour des récitals de musique de chambre.
Le décor intérieur consiste en des feuilles d'or, des lambris de bois léger de couleur prune. L'escalier principal est lui conçu en marbre blanc.